# Croydon (Nou Hampshire)
Croydon és una població dels Estats Units a l'estat de Nou Hampshire. Segons el cens del 2000 tenia 661 habitants.

## Demografia
Segons el cens del 2000, Croydon tenia 661 habitants, 264 habitatges, i 194 famílies. La densitat de població era de 6,9 habitants per km².
Dels 264 habitatges en un 29,2% hi vivien nens de menys de 18 anys, en un 58% hi vivien parelles casades, en un 8,3% dones solteres, i en un 26,5% no eren unitats familiars. En el 19,3% dels habitatges hi vivien persones soles el 8,7% de les quals corresponia a persones de 65 anys o més que vivien soles. El nombre mitjà de persones vivint en cada habitatge era de 2,5 i el nombre mitjà de persones que vivien en cada família era de 2,71.
Per edats la població es repartia de la següent manera: un 22,7% tenia menys de 18 anys, un 4,7% entre 18 i 24, un 30,4% entre 25 i 44, un 30% de 45 a 60 i un 12,3% 65 anys o més.
L'edat mediana era de 41 anys. Per cada 100 dones de 18 o més anys hi havia 102 homes.
La renda mediana per habitatge era de 49.688$ i la renda mediana per família de 50.556$. Els homes tenien una renda mediana de 31.992$ mentre que les dones 26.544$. La renda per capita de la població era de 21.403$. Entorn del 2,5% de les famílies i el 4,9% de la població estaven per davall del llindar de pobresa.